# Djanet
Djanet è una città dell'Algeria orientale, capoluogo dell'omonimo distretto e dell'omonima provincia.